# 프리치 부르거

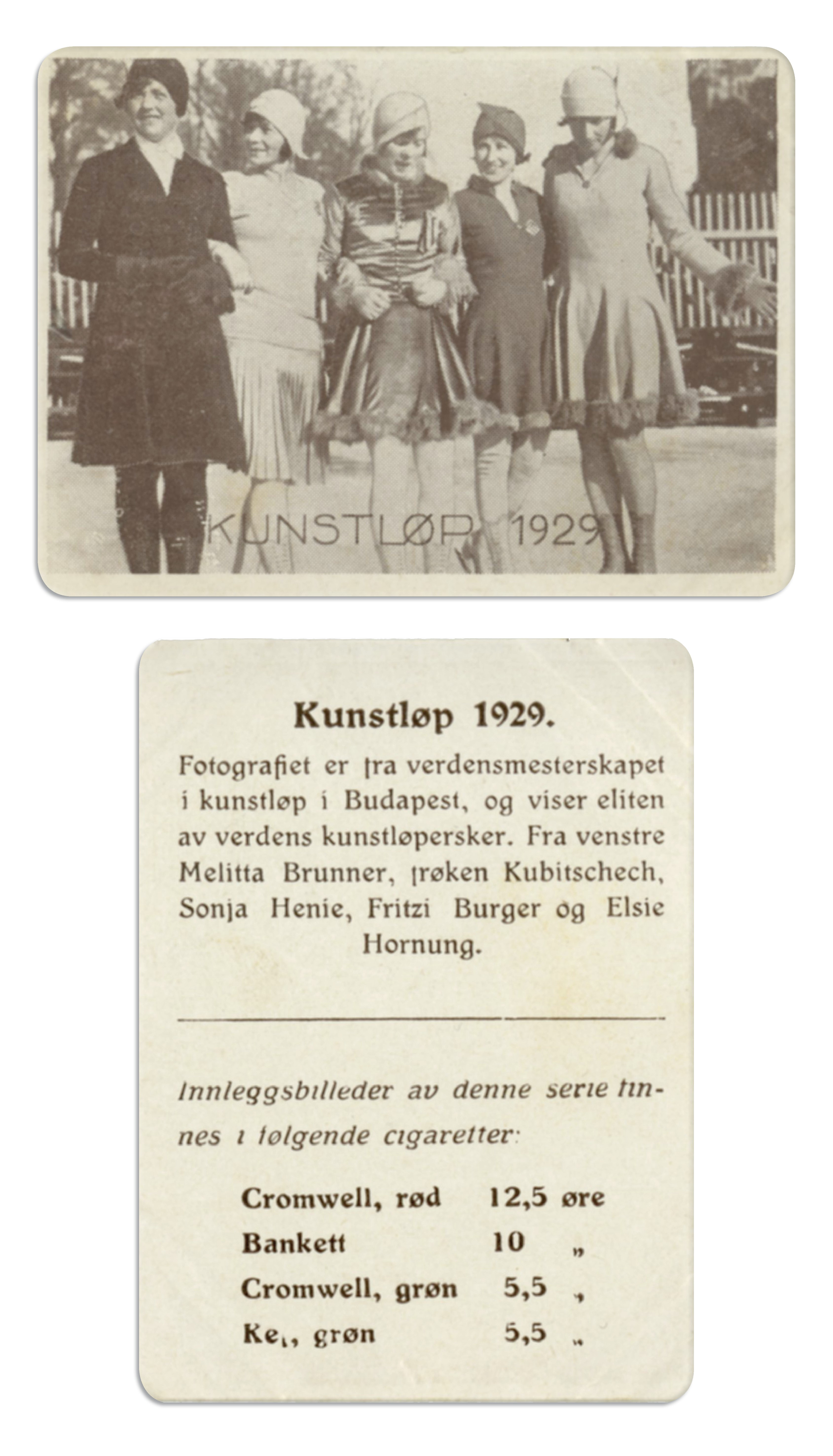

프라이데리케 "프리치" 부르거(독일어: Friederike "Fritzi" Burger, 1910년 6월 6일 - 1999년 2월 16일)는 오스트리아의 유대인 피겨 스케이팅 선수였다. 1930년에 최초로 열린 유럽 피겨 스케이팅 선수권 대회 여자 싱글 부문에서 최초로 우승했다.

## 경력
- 1928년 동계 올림픽 여자 싱글 은메달
- 1929년 세계 피겨 스케이팅 선수권 대회 여자 싱글 은메달
- 1932년 세계 피겨 스케이팅 선수권 대회 여자 싱글 은메달
- 1932년 동계 올림픽 여자 싱글 은메달, 이후 은퇴